# Scyphacella arenicola
Scyphacella arenicola is een pissebed uit de familie Scyphacidae. De wetenschappelijke naam van de soort is voor het eerst geldig gepubliceerd in 1873 door Smith.